# Tsaramandroso
Tsaramandroso est une commune urbaine malgache située dans la partie sud-est de la région de Boeny.
De tsara signifiant bien, et de mandroso signifiant avancer.